# Jeux de fond
Dans l'orgue, les jeux de fond sont l'ensemble des jeux à bouche, à l'exception des mutations et des mixtures.
Parmi les jeux de fonds, on distingue généralement trois grandes familles, en fonction de leur taille (rapport du diamètre du tuyau à sa longueur) :
- les principaux (taille moyenne ou intermédiaire) ;
- les flûtes et bourdons (taille large – les bourdons étant, en outre, bouchés) ;
- les gambes (taille étroite).

Le quintaton se situe à part, étant à la fois bouché (comme un bourdon) et de taille étroite (comme une gambe).
Par leur forme (particulièrement parmi les flûtes et bourdons), on peut aussi différencier :
- les jeux à cheminée, à fuseau ;
- les jeux coniques ;
- les jeux octaviants ou harmoniques.

## Écoutes
- Jeux de fond classiques français :

Un fond d'orgue (c'est-à-dire une pièce utilisant une partie des jeux de fonds, généralement principaux et bourdons [16'] 8' et 4'), composé au XVIIIe siècle, joué sur l'orgue classique français de Cintegabelle.